# Бодель, Жан
Жан Бодель (Jean Bodel; 1165—1210) — французский поэт конца XII — начала XIII века.

## Биография
Жан (Жеан) Бодель родился, работал и умер в Аррасе. Считается одним из первых представителей северофранцузской городской поэзии, часто его относят к труверам. Профессиональный жонглер, член аррасской корпорации жонглеров и горожан. Бодель оставил достаточно богатое поэтическое наследие. Заразившись проказой, около 1202 года он был помещён в пригородный лепрозорий Арраса, где, по всей видимости, и умер в 1210 году.
Сохранившиеся произведения:
- девять фаблио, на сюжеты которых впоследствии опирались Бокаччо и Лафонтен;
- эпическая поэма с элементами рыцарского романа «Guiteclin de Sassaigne ou Chanson des Saxons», в которой изображена борьба саксонского герцога Видукинда с Карлом Великим;
- несколько пастурелей;
- предсмертное стихотворное «Прощание» (Congé) с друзьями;
- драматическая «Игра о Св. Николае» (Le Jeus de Saint-Nicolas).